# Augustine Mahiga
Augustin Philip Mahiga, né le 28 août 1945 et mort le 1er mai 2020 est un diplomate tanzanien. Il est représentant permanent de la Tanzanie auprès des Nations Unies de 2003 à 2010 et représentant spécial des Nations Unies et chef du Bureau politique des Nations Unies pour la Somalie de 2010 à 2013. Il devient ministre des Affaires étrangères de 2015 à 2019, de 2019 à 2020, ministre de la Justice et des Affaires constitutionnelles.
En décembre 2015, il a été nommé député par le président John Magufuli, puis nommé au Cabinet en tant que ministre des Affaires étrangères.

## Biographie

### Enfance, éducation et débuts
Mahiga naît le 28 août 1945 à Tosamaganga, Iringa. Il fait ses études primaires entre 1952 et 1955 à l'école primaire de Tosamaganga, entre 1956 et 1959 au collège de Tosamaganga, entre 1960 et 1963 au lycée de Tosamaganga et entre 1964 et 1965 au lycée de Tosamaganga. En 1971, il obtient un baccalauréat ès arts (éducation) à l'Université d'Afrique de l'Est à Dar es Salaam, en Tanzanie. La même année, Mahiga complète une maîtrise ès arts à l'Université de Toronto (U de T). Il obtient également un doctorat en relations internationales en 1975 dans la même institution.

## Carrière

### Représentant permanent auprès des Nations Unies
Mahiga est Représentant permanent de la Tanzanie auprès des Nations Unies de 2003 à 2010.

### Représentant spécial de l'ONU
Entre 2010 et 2013, il est également Représentant spécial des Nations Unies et Chef du Bureau politique des Nations Unies pour la Somalie. Il est nommé à ces postes par le secrétaire général de l'ONU Ban Ki-moon le 9 juin 2010, en remplacement d'Ahmedou Ould-Abdallah.

#### Accord de Kampala
Le 9 juin 2011, Mahiga, aux côtés du président ougandais Yoweri Museveni, supervise la signature d'un accord à Kampala entre le président sortant somalien Sharif Sheikh Ahmed et le président du Parlement Sharif Hassan Sheikh Aden. Après des mois de luttes politiques internes sur l'opportunité d'organiser des élections présidentielles en août 2011, les deux hommes politiques sont convenus de reporter d'un an le vote pour l'élection d'un nouveau président et d'un nouveau président du Parlement, en échange de la démission du Premier ministre dans un délai de trente jours. L’accord de Kampala signé voit également la recomposition du cabinet technocratique réputé que le Premier ministre somalien Mohamed Abdullahi Mohamed a réuni en novembre 2010 pour faire place à un nouveau gouvernement. Les analystes politiques suggèrent que l'accord pourrait avoir été une tentative de la part du président Sharif Ahmed de repousser les tentatives du président du Parlement Sharif Hassan de le forcer à quitter le pouvoir en « sacrifiant » le Premier ministre de manière préventive. Hassan aurait ses propres ambitions présidentielles.
L'annonce du projet de démission du Premier ministre Mohamed suscite immédiatement des protestations dans plusieurs villes. Des milliers de civils, de nombreux soldats gouvernementaux et certains législateurs défilent dans les rues de Mogadiscio, appelant à la destitution du Président, du Président du Parlement et du Parlement. La foule exige également la réintégration du Premier ministre et a décrit Mohamed comme le « seul dirigeant honnête de ces dernières années ». Des affiches de l'envoyé spécial de l'ONU ont été symboliquement brûlées, les manifestants appelant le secrétaire général de l'ONU à limoger Mahiga en raison de ce que beaucoup considèrent comme une atteinte à la souveraineté de la Somalie par sa signature de l'accord de Kampala. Des attaques contre des hôtels dans lesquels séjournaient des parlementaires et au moins cinq morts ont également été signalées. D'autres manifestations contre la démission du Premier ministre ont eu lieu à Galkacyo, une ville commerciale clé dans la région centre-nord de Mudug, ainsi qu'à Belet Hawo, à l'extrême sud. À l'échelle internationale, des manifestations auraient également eu lieu au Caire, à Nairobi, à Johannesburg, à Sydney, à Londres, à Rome, à Stockholm, à Minneapolis et à Toronto.
En réponse, le Premier ministre Mohamed publie une déclaration sur la radio publique Mogadiscio, félicitant l'armée pour sa réponse rapide et appelant ses troupes à faire preuve de retenue. Il a également appelé le public à se calmer et a indiqué : "J'ai vu vos expressions et entendu vos appels [...] Vous faites partie de la prise de décision – ce que vous voulez doit être entendu." De plus, lors d'une conférence de presse, le Premier ministre appelle à la libération immédiate de tous les manifestants arrêtés et déclare que son administration ouvrirait une enquête indépendante sur leur arrestation. Intervenant sur les manifestations, le maire de Mogadiscio, Mohamed Nur, suggère que « ce qui [les manifestants] ont un problème, c'est que deux personnes décident du sort de ce gouvernement sans tenir compte des sentiments de cette population », et que le fait de soumettre la question au Parlement car l’approbation est une ligne de conduite plus démocratique.
Le 11 juin 2011, le Premier ministre Mohamed publie une déclaration indiquant que la décision de Kampala devrait être présentée au Parlement pour débat et évaluée conformément aux lois stipulées dans la constitution nationale. Le Premier ministre déclare également qu'il ne démissionnerait que si les législateurs votaient en faveur du respect de l'accord. Cela a été repris par le Cabinet, qui a indiqué dans un communiqué de presse qu'après s'être réunis pour discuter de la décision de Kampala, les ministres sont convenus que l'accord devait être soumis au Parlement pour évaluation. En outre, plus de 200 parlementaires auraient cherché à exhorter le Premier ministre à convoquer à nouveau le Parlement afin de délibérer sur la décision, indiquant dans une déclaration distincte que l'accord privait les parlementaires de leur rôle législatif vis-à-vis du gouvernement.
Le 12 juin 2011, le président Sharif Ahmed publie une déclaration dans laquelle il a condamné les manifestations, les qualifiant d'« illégales »,. Il suggère également que certains responsables gouvernementaux finançent les rassemblements à Mogadiscio et avertit que le groupe islamiste Al-Shabaab, qui mène une guerre contre le gouvernement fédéral, pourrait tenter d'exploiter les rassemblements pour lancer des attaques terroristes.
Le même jour, des informations font surface indiquant que le secrétaire général de l'ONU, Ban Ki-Moon, limogerait l'envoyé spécial Augustine Mahiga en raison du manque de progrès tangibles et de confiance du public dans le travail de Mahiga en Somalie. Des sources de l'ONU déclarent également qu'en raison d'allégations répandues de corruption, le secrétaire général licencierait la moitié des cadres supérieurs de divers bureaux de l'ONU, notamment l'UNPOS, le PNUD, l'UNICEF, l'OMS et l'OCHA.
Dans une interview du 16 juin 2011, le sous-secrétaire italien aux Affaires étrangères, Alfredo Mantica, exprime son soutien à la position du Premier ministre Mohamed concernant l'accord de Kampala. Mantica déclare que le gouvernement italien estime que l'accord doit être réexaminé au Parlement. Il indique  également que "le Premier ministre est au pouvoir depuis cinq mois. Et [il est trop] tôt pour juger de son travail. Mais ce qu'il fait jusqu'à présent est très positif. Il obtient des résultats importants. Le gouvernement semble déjà un miracle [...] La force de l'instabilité en Somalie est une constante. Et le Premier ministre représente la stabilité.
Le 19 juin 2011, Mohamed Abdullahi Mohamed démissionne de son poste de Premier ministre de Somalie. Faisant partie des conditions controversées de l'accord de Kampala, l'accord voit également les mandats du président, du président du Parlement et des députés prolongés jusqu'en août 2012, après quoi de nouvelles élections devraient être organisées. Dans son discours d'adieu, le Premier ministre Mohamed indique qu'il démissionne dans "l'intérêt du peuple somalien et de la situation actuelle en Somalie". Il remercie également son gouvernement pour ses efforts visant à améliorer la situation sécuritaire et les normes de gouvernance dans le pays.
Abdiweli Mohamed Ali, ancien ministre de la Planification et de la Coopération internationale de Mohamed, a été nommé Premier ministre par intérim plus tard le même jour,. Quelques jours plus tard, le 23 juin 2011, Ali est nommé Premier ministre permanent.
La démission du Premier ministre Mohamed a immédiatement suscité la colère du grand public et de nombreux législateurs. L'appréhension d'une éventuelle résurgence de la corruption gouvernementale et de la lassitude, problèmes de longue date que l'administration de Mohamed fait des progrès significatifs pour éradiquer, ont été cités comme principales raisons de cette consternation. Selon un législateur, de nombreux décideurs politiques tentent d'abroger la décision de Kampala, car elle « soumet également le pays à une tutelle ». Un autre député a indiqué que « les législateurs sont unis dans leur opposition à l'accord » et « s'y opposeront jusqu'à ce que nous le rejetions ».
Les observateurs suggèrent que la démission de Mohamed pourrait offrir aux militants une opportunité de capitaliser sur la situation et de faire reculer les gains territoriaux réalisés par son administration dans l'insurrection en cours dans le sud de la Somalie. Ils estiment également que le limogeage du Premier ministre ne résoudrait pas la lutte de pouvoir de longue date entre le président Sharif Ahmed et le président du Parlement Sharif Hassan, mais pourrait par inadvertance l'exacerber et la prolonger. En outre, des analystes politiques suggèrent que l'accord de Kampala présente d'autres problèmes potentiels à long terme, tels que la facilitation de l'intervention et de l'ingérence des pays voisins, le rôle du gouvernement ougandais en tant qu'arbitre final étant particulièrement cité comme problématique.
En réponse à la décision de Kampala, le chef des politiques et des régions du groupe insurgé Al-Shabaab, Cheikh Hussein Ali Fidow, déclare aux journalistes le 22 juin 2011 que l'accord s'est soldé par un échec car il constituait « un exemple [de la façon dont] le pays est géré par Ouganda" et qu'"il est clair pour le peuple somalien et la communauté internationale que [la] réunion de Kampala [sur] la Somalie visait à contraindre le Premier ministre Mohamed Abdullahi Mohamed à démissionner". En outre, le porte-parole suggére que les citoyens somaliens étaient au courant de ce qui se passait et qu'ils ne reconnaissaient pas le président Sharif Ahmed et le président du Parlement Sharif Hassan comme autorités gouvernementales légitimes. Il a également réitéré l'appel de son groupe au retrait des troupes ougandaises du pays,.
Le 24 juin 2011, les législateurs réaffirment leur opposition et leur intention d'abroger la décision de Kampala. Le président de la commission fédérale de l'information, de la sensibilisation du public, de la culture et du patrimoine, Awad Ahmed Ashareh, indique que 165 législateurs avaient déposé une motion au Parlement s'opposant à l'accord, mais que le président le rejette. Ashareh déclare également que les députés émettraient un vote de censure à l'égard du président Hassan s'il continue à refuser d'autoriser le débat, suggérant que le refus de Hassan « viole la Charte et les règles de procédure ».
À l'issue de discussions avec les parlementaires, le président Sharif Ahmed affirme le 28 juin 2011 qu'en raison de l'opposition des législateurs à la décision de Kampala, l'accord serait soumis au Parlement pour délibération. Il indique également que l'accord ne serait mis en œuvre que s'il était approuvé par les législateurs.

#### Fin de mandat et prolongation de carrière
Le mandat de Mahiga en tant que Représentant spécial des Nations unies pour la Somalie prend fin le 3 juin 2013. Le secrétaire général Ban Ki-Moon le félicite pour son travail étroit avec les autorités somaliennes, qui voit la fin de la période de transition et la mise en place d'un gouvernement fédéral permanent de Somalie. Le diplomate britannique Nicholas Kay a été simultanément nommé pour remplacer Mahiga.
Après sa retraite, il a rejoint la liste d'investiture présidentielle de Chama Cha Mapinduzi en 2015, mais a perdu face au président John Magufuli.
En tant que ministre des Affaires étrangères, il qualifie le changement climatique de « défi existentiel pour la planète », affirmant qu'il était « décourageant » de voir fondre les glaces du Kilimandjaro. Dans le même discours, il reconnaît la menace du terrorisme en Afrique, soulignant le meurtre d'un soldat tanzanien en République démocratique du Congo par les insurgés des Forces démocratiques alliées et déclare que pendant que son pays accueillait des réfugiés de ce pays, ils mettraient en œuvre l'accord de paix avec la promesse d'élections en temps opportun dans ce pays. En tant que ministre des Affaires étrangères, il exprime également la position de la Tanzanie sur les armes nucléaires, saluant le Traité d'interdiction complète des essais nucléaires et condamnant la Corée du Nord pour ses essais.
En 2019, après un remaniement ministériel, il est nommé au ministère de la Justice et des Affaires constitutionnelles. En tant que ministre de la Justice et des Affaires constitutionnelles, il bloque le droit des individus et des ONG de déposer directement des plaintes contre le pays devant la Cour africaine des droits de l'homme et des peuples (AfCHPR). Amnesty International condamne cette décision en affirmant que « le retrait des droits priverait les personnes et les organisations en Tanzanie d'une voie vitale vers la justice ». Dans cette décision, la Tanzanie devient le deuxième pays après le Rwanda à retirer le droit des individus et des ONG d'accéder directement à la Cour africaine.

## Vie privée
Mahiga est marié et père trois enfants.

## Décès
Mahiga décède des suites d'une courte maladie, probablement due au COVID-19, alors qu'il est transporté vers des établissements médicaux depuis son domicile de Dodoma, le 1er mai 2020,.